# 브릿 모건

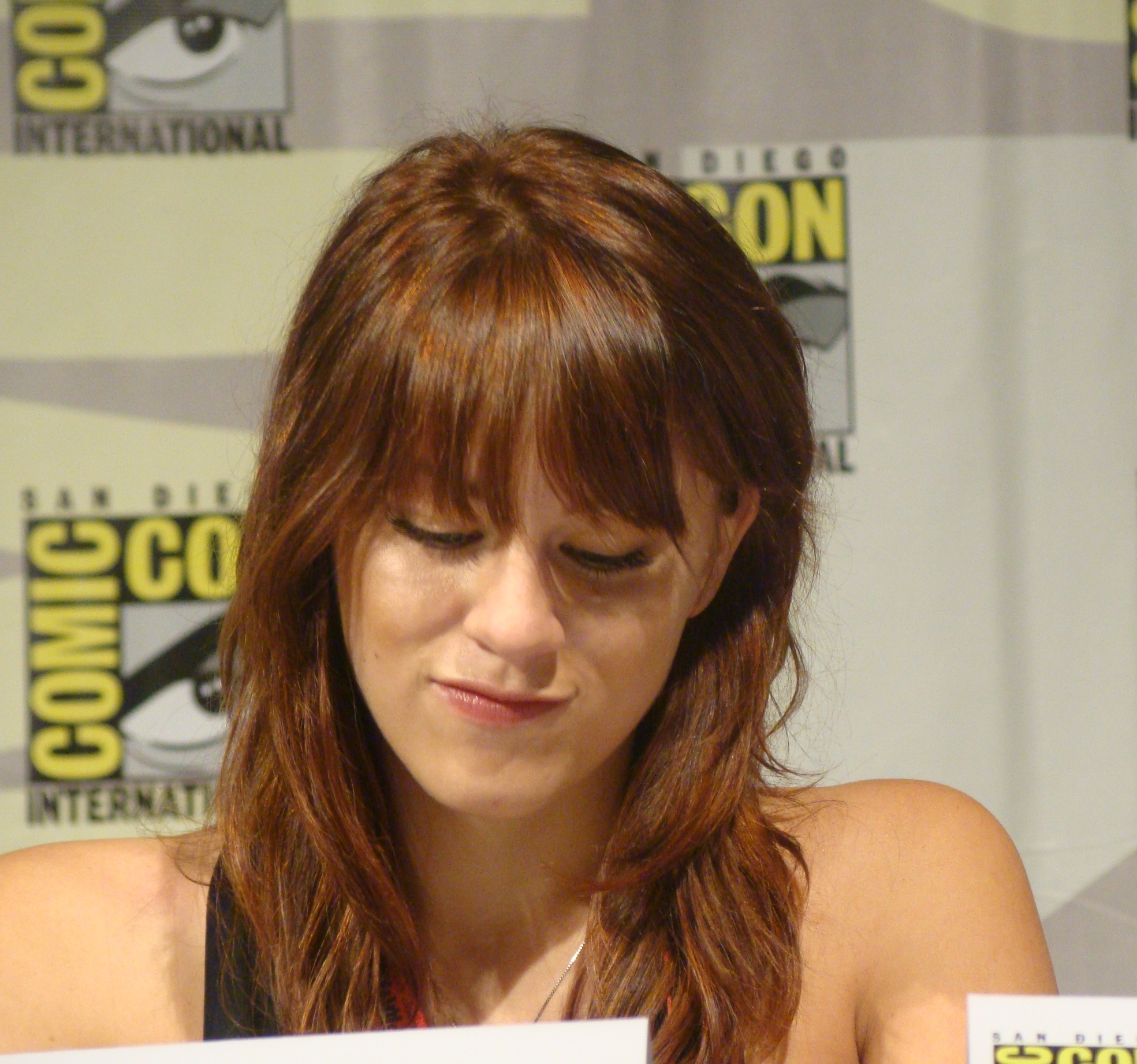

브릿 모건(Brit Morgan, 1987년 9월 24일 ~ )은 미국의 배우이다.

## 출연 작품
- 언프렌드 (2016년) - 올리비아 역
- 프리 라이드 (2013년)
- 더 프로즌 (2012년)
- 치즈케이크 캐서롤 (2012년)
- 쉬 원츠 미 (2012년) - 칼리 역
- 프리로더스 (2012, Freeloaders) - 사만다 역
- 비어 포 마이 호스 (2008년)

### 텔레비전
- 미들맨 (2008, The Middleman)
- 트루 블러드 (2010-11)
- 그레이스랜드 (2014-15)